# 24 Hours in Cyberspace
24 Hours in Cyberspace (deutsch: 24 Stunden im Cyberspace) war die erste Online-Veranstaltung größerer Art, nämlich weltweit und 24 Stunden lang. Organisiert von dem US-amerikanischen Fotografen Rick Smolan brachte sie am 8. Februar 1996 von mehreren tausend Amateur- und Profifotografen auf allen fünf Kontinenten digital gelieferte Fotos auf einer Webseite zusammen, die das Leben der Menschen in der damals noch jungen Welt des Internets und der Personal Computer zeigten.

## Ablauf

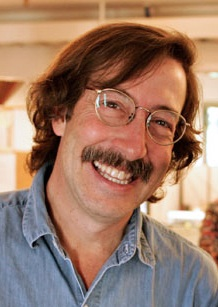
Rick Smolan, Initiator des Projekts

Das World Wide Web war 1996 wenige Jahre alt, und es gab bereits einige Millionen Webseiten und einige zig Millionen Menschen, die Zugang dazu hatten. Um dieses nähere Zusammenrücken zu dokumentieren, entwickelte Rick Smolan das Konzept von 24 Hours in Cyberspace, schuf die Webseite cyber24.com, stellte ein Team von Mitarbeitern an, das die während der 24 Stunden – meist über Einwählverbindungen und Modems – einlaufenden etwa 200.000 Fotos sichteten und eine Auswahl davon online stellten. 150 der Fotografen waren Profis, die eigens für die Veranstaltung auf Reisen geschickt wurden.
Seine Idee hatte Smolan vom Media Lab des MIT, das im Oktober 1995 sein zehnjähriges Bestehen mit einem „Tag im Leben des Cyberspace“ (A Day in the Life of Cyberspace) feierte und dazu jeden, der die Webseite des Instituts kannte, einlud, mit E-Mails, Bildern und digitalen Glückwünschen anderer Art zu gratulieren. Rick Smolan war wegen seiner Kenntnisse in Sachen Fotografie und Internet einer der vielen Helfer bei dem Event.
24 Hours in Cyberspace kostete rund drei Millionen Dollar. Die Zugriffe auf die Webseite betrugen für damalige Verhältnisse außergewöhnliche vier Millionen an dem einen Tag allein. Heute existiert die Seite nicht mehr. Rudimente sind im Internet-Archive gespeichert. Von der allgemeinen Öffentlichkeit weitgehend unbemerkt, stürzten sich die Medien damals auf das Thema. Es gab zahlreiche Berichte in Fernseh- und Rundfunksendungen und in Magazinen wie Fortune und Newsweek.
Im selben Jahr brachte Smolan zusammen mit Jennifer Erwitt ein inzwischen vergriffenes Buch mit dem gleichnamigen Titel heraus. Der spätere US-Vizepräsident Al Gore schrieb das Vorwort. Das Buch enthielt eine CD-ROM mit dem Inhalt von cyber24.com sowie, für die damalige Zeit typisch, Software wie zum Beispiel den frühen Webbrowser Netscape und Einsteigerpakete für Online-Anbieter wie AOL. Im National Museum of American History in Washington DC gab es im Januar 1997 eine Sonderausstellung zu 24 Hours in Cyberspace.

## Leitthemen
Ziel des Projekts am 8. Februar 1996 war nicht, Menschen vor Computern zu fotografieren, sondern den Umgang mit der digitalen Welt, mit Computern und dem Internet festzuhalten. Eine ganze Reihe von Fotos zeigen Menschen in computerfremden Umgebungen, etwa eine Frau in einer leeren Badewanne mit (wie sie damals neu waren:) Laptop-Computer auf dem Schoß oder junge Männer in einem sprudelnden Jacuzzi mit Laptop in der Mitte. Zahlreiche Fotos beschäftigen sich mit Individuen, die andere online kennenlernten, etwa Autisten und Homosexuelle.
Bei dem Event spielten auch Themen eine Rolle, die erst viel später von allgemeinem Interesse wurden, etwa die Überwachung von Bürgern und der barrierefreie Zugang zum Internet. Auch zahlreiche Spielarten von Geschäftsmodellen im Internet wie der Online-Sex, der Online-Handel blitzen auf. Ein Foto zeigt einen Mann, der über America Online Kurznachrichten verbreitet, Das letzte Kapitel des Buchs beschäftigt sich mit extremen Ansichten, die damals bereits über das Internet verbreitet wurden, etwa rechtsradikales Gedankengut. 1996 spielte der Traum von Virtueller Realität eine wichtige Rolle und schlägt sich in vielen Fotos nieder. Ein Foto aus Vietnam zeigt eine Frau mit Hühnern, die durch einen Internetanschluss ihre teuren Faxkosten (20 US-Dollar für ein Fax von Hanoi nach New York).